# آرون کلافام
آرون کلافام (انگلیسی: Aaron Clapham؛ زادهٔ ۱۵ ژانویهٔ ۱۹۸۷) یک بازیکن فوتبال اهل نیوزیلند است.
وی همچنین در تیم ملی فوتبال نیوزیلند بازی کرده‌است.